# Meteor-Klasse (1891)
Die Meteor-Klasse war eine Klasse von zwei Avisos der deutschen Kaiserlichen Marine. Die Schiffe wurden 1899 gemäß einer Allerhöchsten Kabinettsorder neu als Kleine Kreuzer klassifiziert.

## Entwicklung
Zu Beginn der 1880er Jahre nahm die Gefährdung der großen Kampfschiffe durch die fortschreitende Entwicklung des Torpedos immer mehr zu. Um den kleinen und schnellen Torpedobooten zu begegnen, entwickelten verschiedene Marinen spezielle Kampfschiffe. Die Kaiserliche Marine hingegen versuchte zunächst, die Aufgaben der Aufklärung sowie der Torpedobootsabwehr in einem Schiffstyp zu vereinigen. Erst der 1888 erstellte Amtsentwurf für den Aviso F (Meteor) sah ein speziell auf den Kampf gegen Torpedoboote ausgelegten Typ vor. Die Schiffe der Meteor-Klasse können entsprechend als die ersten deutschen Zerstörer angesehen werden.

## Technik
Die Schiffe der Meteor-Klasse waren ihrer Aufgabe entsprechend relativ klein gehalten. Der 1888 erstellte Amtsentwurf sah für den Neubau F eine Gesamtlänge von 79,86 m vor, wobei die Wasserlinie 78,5 m lang war. Die Breite des Schiffs belief sich auf 9,56 m und der Tiefgang auf maximal 4,5 m. Die Seitenhöhe betrug 5,42 m. Das Schiff verfügte über eine Konstruktionsverdrängung von 961 t und eine Maximalverdrängung von 1.078 t. Der Schiffskörper war unterhalb des Panzerdecks in zehn wasserdichte Abteilungen unterteilt, darüber waren es sechs. Ein Doppelboden war nicht vorhanden.
Der Bau der zweiten Einheit der Klasse wurde soweit hinausgezögert, bis erste Probefahrtergebnisse der Meteor vorlagen. Aufgrund dieser wurden die Konstruktionspläne für den Aviso G leicht geändert. Die beiden Schornsteine wurden 1,5 m höher ausgelegt, um eine Behinderung der achteren Geschütze durch Rauchgase zu vermeiden. Das Unterwasserschiff erhielt besonders im Heckbereich ebenso wie das Ruder eine andere Form, was den maximalen Tiefgang um 102 cm auf 3,48 m reduzierte. Die Comet war minimal breiter und verdrängte 39 t mehr. Dies hatte eine Verlängerung der Wasserlinie auf 78,7 m zur Folge.
Die Besatzung der beiden Schiffe bestand standardmäßig aus sieben Offizieren und 108 Unteroffizieren und Mannschaften.
Die beiden Einheiten der Meteor-Klasse waren schlechte Seeschiffe. Sie ließen sich gut manövrieren, jedoch glich dies die Mängel bei weitem nicht aus. Bereits bei mäßigem Seegang waren die Schiffe sehr unruhig, bei starkem Seegang waren sie nicht verwendbar. Auch erzeugten sie einen großen Sog. Die Aufbauten vibrierten bei hohen Fahrstufen stark.

### Antriebsanlage
Die Avisos wurden jeweils von zwei stehenden dreizylindrigen Verbunddampfmaschinen mit dreifacher Dampfdehnung angetrieben, die in zwei hintereinander angeordneten Maschinenräumen untergebracht waren. Den nötigen Dampf lieferten vier Dampflokomotivkessel, die über acht Feuerungen verfügten und auf zwei ebenfalls hintereinander angeordnete Kesselräume aufgeteilt waren. Die Maschinenanlage leistete rund 4.700 PSi (4.749 PSi auf Meteor, 4.711 PSi auf Comet). Jede Maschine trieb eine Schraube mit 2,8 m Durchmesser an, die den Schiffen gemeinsam zu einer Höchstgeschwindigkeit von 19,5 kn (Comet) bzw. 20,0 kn (Meteor) verhalfen. Beide Einheiten verfügten über ein Ruder.

### Bewaffnung
Gemäß ihrer Aufgabe waren die Schiffe der Meteor-Klasse mit kleinkalibrigen Schnellladekanonen ausgestattet. Zwei der vier 8,8-cm-L/30-Sk waren seitlich neben der Brücke angeordnet, die beiden anderen befanden sich nebeneinander auf dem Achterdeck. Für die vier Geschütze wurden bis zu 680 Schuss Munition mitgeführt. Sie erreichten eine maximale Schussweite von 6,9 km.
Zusätzlich waren für den Angriff auf größere Einheiten auch drei Torpedorohre mit 35 cm Durchmesser an Bord. Zwei davon waren auf dem Oberdeck montiert und konnten Torpedos seitlich ausstoßen. Das dritte war unterhalb der Wasserlinie fest in den Bug eingebaut. Es wurden acht Torpedos an Bord mitgeführt.

### Panzerung
Die Avisos erhielten ein Panzerdeck, das horizontal eine Stärke von 15 mm, an den Böschungen von 30 mm, aufwies. Diese Panzerstärke erhielt auch der Kommandoturm. Eine weitere Panzerung war auf den Schiffen nicht vorhanden.

## Einsatz
Die beiden Schiffe der Meteor-Klasse wurden nur kurze Zeit eingesetzt, die Comet nur wenige Monate hauptsächlich für Probefahrten. Die Meteor diente neben einigen Einsätzen als Aufklärer während verschiedener Manöver auch als Fischereischutzfahrzeug. Bereits 1896 wurden beide Schiffe letztmals aktiviert. Wesentlichen Anteil an dieser geringen Nutzung hatten die sehr schlechten Seeeigenschaften der Avisos.
Nach ihrer Außerdienststellung verblieben die Schiffe zunächst als Hafenschiffe in der Reserve und wurden schließlich 1911 aus der Liste der Kriegsschiffe gestrichen. Während des Ersten Weltkrieges wurden sie als Wohnschiff (Meteor) bzw. als Minenhulk (Comet) genutzt.

## Schiffe derMeteor-Klasse
- Meteor: Stapellauf am 20. Januar 1890. Die erste Indienststellung fand am 15. Mai 1891 statt. Das Schiff wurde im Wacht- und Flottendienst sowie 1895 und 1896 im Fischereischutz eingesetzt. Am 24. Juni 1911 aus der Liste der Kriegsschiffe gestrichen, wurde die Meteor 1919 in Danzig abgewrackt.
- Comet: Stapellauf am 15. November 1892. Das Schiff wurde am 29. April 1893 erstmals in Dienst gestellt. 1894 und 1896 erfolgten weitere, jedoch nur kurze Einsätze. Die Streichung aus der Liste der Kriegsschiffe erfolgte ebenfalls am 24. Juni 1911. Die Comet wurde 1921 in Hamburg abgewrackt.